# Pithoragarh (stad)
Pithoragarh is een stad en gemeente in het district Pithoragarh van de Indiase staat Uttarakhand. 

## Demografie
Volgens de Indiase volkstelling van 2001 wonen er 41.157 mensen in Pithoragarh, waarvan 54% mannelijk en 46% vrouwelijk is. De plaats heeft een alfabetiseringsgraad van 81%. 